# Bándy Péter
Bándy Péter (Budapest, 1981. október 16. –) politikai újságíró, volt önkormányzati képviselő. Pályáját sportújságíróként kezdte, 2000-ben az nb1.hu internetes focioldal alapító szerkesztője volt. 2002 januárja óta a Demokrata munkatársa. Többnyire belpolitikai témájú interjúkat, riportokat készít, emellett a sportrovat vezetője, s 2008-tól a lap vezető szerkesztője, 2014 óta online főszerkesztője.
2006-tól 2012-ig a II. kerület egyéni önkormányzati képviselője, az Egészségügyi, Szociális és Lakásügyi Bizottság elnöke volt, 2012 februárjában lemondott posztjáról.
Díjai: Csengery Antal-díj (2019) 
https://web.archive.org/web/20190325230741/http://budapest.hu/Lapok/2018/tarlos-istvan-atadta-az-idei-csengery-antal-dijakat.aspx

## Viták a sajtóban
2010-ben nagy sajtóvisszhangja volt MTV-s szerepléseinek a Ma Reggel című műsorban. A köztévé mellett rendszeresen feltűnik az Echo TV Visszhang című műsorában és az ATV reggeli műsorában is.